# 삼척 죽서루
삼척 죽서루(三陟 竹西樓)는 대한민국 강원특별자치도 삼척시에 위치한 누각으로 국보로 지정되었으며, 관동팔경 중의 하나이다. 다른 관동팔경의 누, 정이 바다를 끼고 있는 것과는 달리 죽서루만이 유일하게 강을 끼고 있다. 죽서루의 건립 시기는 미상이나, 여러 역사적 기록을 통해 볼 때 고려대부터 존재했다는 것을 알 수 있다. 자연석 위에 길이가 서로 다른 17개의 기둥을 세워 지은 정자로 관동팔경의 정자 중 가장 크다. 1963년 1월 21일 대한민국의 보물로 지정되었고, 2023년 12월 28일 밀양 영남루와 함께 대한민국의 국보로 승격되었다.

## 역사
창건자 및 건립 연대는 미상이나, 이승휴의 《동안거사집》(動安居士集)에 의하면, 고려 원종 7년(1266년)에 이승휴가 안집사(安集使)였던 진자후와 서루에 올라 시를 지었다는 기록이 남아 있다. 따라서 1266년 이전에 건립되었다는 것을 알 수 있다. 그러다가 조선 태종 3년(1403년), 부사 김효손이 대대적으로 중창하였고, 그 뒤 오늘날까지 여러 번의 보수 및 증축이 이루어져 왔다. 특히 죽서루 북쪽에 바로 인접하여 삼척도호부의 객사 진주관(眞珠觀)이 위치하고 있었기 때문에 죽서루는 객사에 부속된 건물로 인식되기도 하였다.

## 명칭
죽서루란 이름은 누의 동쪽에 대나무숲이 있었고, 그 죽림(대나무숲) 안에 죽장사(竹藏寺)라는 절이 있었다는 이유로 죽서루로 명명되었다. 또한 죽서루 동편에 죽죽선녀(竹竹仙女)의 유희소가 있었다는 데서 유래한다는 설도 전한다.

## 작품
누각 내에 걸려 있는 〈제일계정〉(第一溪亭)이라는 현판은 조선 현종 3년(1662년)에 삼척부사 허목의 글씨이며, 전면에서 보이는 〈죽서루〉와 〈관동제일루〉라는 현판은 조선 숙종 41년(1715년)의 삼척부사 이성조의 글씨이다. 그리고 〈해선유희지소〉(海仙遊戱之所)라고 적혀있는 현판은 조선 헌종 3년(1837년)의 삼척부사 이규헌의 글씨이다.
이 외에도 부사 허목이 쓴 "죽서루기"(竹西樓記)와 당성 홍백련이 지은 "죽서루 중수기"를 비롯하여, 여러 현판과 일중 김충현이 쓴 율곡 이이의 "죽서루차운"(竹西樓次韻), 조선 정조가 직접 지은 시판 등 26개의 현판이 죽서루에 걸려 있다.
또한 죽서루 내에 존재하는 작품 외에도 죽서루에 관한 작품이 전해지고 있다.
고려 명종 때의 문인이었던 김극기(金克己)가 지은 죽서루 시가 남아 있다. 그리고, 조선시대의 시인이자 조선 선조의 아버지인 덕흥대원군의 후손으로 충청북도 옥원군수를 지냈던 이봉의 서녀였던 옥봉 이원이 지은 시도 전해지고 있다. 또한 삼척 심씨의 시조인 심동로가 지은 여러 편의 시도 현재까지 남아 있다.

## 교통편
- 동해선 삼척역
- 동해고속도로 삼척 나들목

## 같이 보기
- 삼척도호부 관아지(三陟都護府 官衙址) : 사적

## 참고 자료
- 삼척 죽서루 - 국가유산청 국가유산포털